# Grundfosprisen
Grundfosprisen er en dansk videnskabspris, der uddeles årligt af Poul Due Jensens Fond for at "fremme, anerkende og støtte national og international forskning i banebrydende og visionære løsninger inden for teknik og videnskab." Med prisen kommer 1 mio. kr, hvoraf "250.000 kr. går direkte til prismodtageren, mens de resterende 750.000 kr. går til videre forskning inden for området." Prisen blev oprettet i 2001 og uddelt første gang året efter. Aldersgrænsen for at modtage prisen er sat til 40 år for mænd og 45 år for kvinder.

## Modtagere
| År   | Modtager                                                                                         | Tilknytning                                                 |
| ---- | ------------------------------------------------------------------------------------------------ | ----------------------------------------------------------- |
| 2002 | Ole Sigmund                                                                                      | Danmarks Tekniske Universitet (DTU)                         |
| 2003 | Jan Rose Skaksen Anders Sørensen Nikolaj Malchow-Møller Ulrich Kaiser Svend Erik Hougaard Jensen | Copenhagen Business School (CBS) Syddansk Universitet (SDU) |
| 2004 | Frede Blaabjerg                                                                                  | Aalborg Universitet (AAU)                                   |
| 2005 | Ikke uddelt                                                                                      |                                                             |
| 2006 | Flemming Besenbacher                                                                             | Aarhus Universitet (AU)                                     |
| 2007 | Jens K. Nørskov                                                                                  | DTU                                                         |
| 2008 | Anne Strunge Meyer                                                                               | DTU                                                         |
| 2009 | Søren Brunak                                                                                     | DTU                                                         |
| 2010 | Per Halkjær Nielsen                                                                              | AAU                                                         |
| 2011 | Frederik C. Krebs                                                                                | DTU                                                         |
| 2012 | Hans-Jørgen Albrechtsen                                                                          | DTU                                                         |
| 2013 | Niels Peter Revsbech                                                                             | AU                                                          |
| 2014 | Bo Brummerstedt Iversen                                                                          | AU                                                          |
| 2015 | Henrik Gordon Petersen                                                                           | SDU                                                         |
| 2016 | Kim Guldstrand Larsen                                                                            | AAU                                                         |
| 2017 | Irini Angelidaki                                                                                 | DTU                                                         |
| 2018 | Jacob Friis Sherson                                                                              | AU                                                          |
| 2019 | Morten Mattrup Smedskjær                                                                         | AAU                                                         |
| 2020 | Dorthe Bomholdt Ravnsbæk                                                                         | SDU                                                         |
| 2021 | Mads Albertsen                                                                                   | AAU                                                         |
| 2022 | Anne Ladegaard Skov                                                                              | DTU                                                         |
| 2023 | Patrick Biller                                                                                   | AU                                                          |